# Dualaus
Dualaus is een bestuurslaag in het regentschap Belu van de provincie Oost-Nusa Tenggara, Indonesië. Dualaus telt 3861 inwoners (volkstelling 2010).